# Quadrastichus perissiae
Quadrastichus perissiae är en stekelart som först beskrevs av Janata 1912.  Quadrastichus perissiae ingår i släktet Quadrastichus och familjen finglanssteklar. Inga underarter finns listade i Catalogue of Life.